# 688

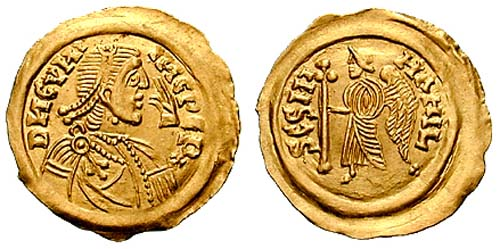
Koning Cunibert van de Longobarden

Het jaar 688 is het 88e jaar in de 7e eeuw volgens de christelijke jaartelling.

## Gebeurtenissen

### Byzantijnse Rijk
- Byzantijns-Bulgaarse Oorlog: Keizer Justinianus II begint een militaire campagne op de Balkan. Hij verslaat de Bulgaren en herstelt het Byzantijnse gezag in Thracië. Justinianus vestigt verschillende thema's (bestuurlijke indelingen van het rijk) en verplicht sommige Slavische stammen te migreren naar Anatolië (huidige Turkije).

### Brittannië
- Koning Cædwalla van Wessex doet afstand van de troon na een militaire campagne tegen Kent, dat tegen de opperheerschappij van Wessex in opstand is gekomen. Hij wordt opgevolgd door Ine, een afstammeling van koning Ceawlin. Cædwalla begint een pelgrimage naar Rome om zich te laten dopen.

### Europa
- Koning Pertarit wordt door een samenzwering vermoord na een regeerperiode van 17 jaar. Hij wordt opgevolgd door zijn zoon Cunibert als heerser van het Longobardische Rijk in Italië.

## Religie
- Kalief Abd al-Malik van de Omajjaden laat in Jeruzalem de Rotskoepel bouwen. De islamitische schrijn wordt geplaatst op de ruïnes van de Eerste en Tweede Joodse Tempel.

## Overleden
- Berthar, hofmeier van Neustrië (of 689)
- Pertarit, koning van de Longobarden
- Richtrudis (73), Frankisch abdis
- Waldetrudis, Frankisch beschermheilige
- Wamba, koning van de Visigoten